# Pont Saint-Jacques
Le pont Saint-Jacques est un pont international routier reliant la ville française d'Hendaye à la ville espagnole d'Irun. Il traverse le fleuve Bidassoa qui marque la frontière entre les deux pays.
C'est le point le plus méridional de la voie de Soulac qui mène à Saint-Jacques-de-Compostelle et se poursuit en Espagne par le chemin du Nord.